# Brittany Kassil
Pas d'image ? Cliquez ici

a Compétitions nationales et continentales officielles uniquement.

b Matchs officiels uniquement.
Brittany Kassil, née le 14 mars 1991 à Mississauga (Canada), est une joueuse internationale canadienne de rugby à XV évoluant au poste de pilier. Elle joue avec les Guelph Redcoats.

## Biographie
Brittany Kassil naît le 14 mars 1991. Elle pratique d'abord le hockey sur glace et débute le rugby à XV au lycée, amenée à un entrainement par des amies. Elle porte ensuite les couleurs de l'équipe universitaire des Guelph Gryphons, où elle joue au poste de deuxième ligne. C'est seulement lors de sa dernière saison universitaire qu'elle est repositionnée en première ligne.
En 2022, elle joue pour le club des Guelph Redcoats. Elle compte 27 sélections en équipe du Canada quand elle est retenue en septembre pour disputer la Coupe du monde en Nouvelle-Zélande.
À l'automne 2023, elle participe dans ce même pays à la première édition du WXV.
Au printemps 2024, elle est sélectionnée pour jouer les Pacific Four Series, remporté par le Canada.

## Palmarès
- Vainqueur des Pacific Four Series en 2024.